# A Man in Full
A Man in Full (en español: Todo un hombre) es una miniserie de televisión dramática, creada y escrita por David E. Kelley para Netflix, basada en la novela de Tom Wolfe, A Man in Full. La miniserie fue estrenada el 2 de mayo de 2024.

## Sinopsis
Los intereses empresariales y políticos chocan cuando el magnate inmobiliario de Atlanta, Charlie Croker (Jeff Daniels), defiende su imperio empresarial de aquellos que quieren sacar provecho de su repentina quiebra.

## Reparto

### Protagonistas
- Jeff Daniels como Charlie Croker
- Diane Lane como Martha Croker
- William Jackson Harper como Wes Jordan
- Aml Ameen como Roger White
- Tom Pelphrey como Raymond Peepgrass
- Sarah Jones como Serena Croker
- Jon Michael Hill como Conrad Hensley
- Chanté Adams como Jill Hensley
- Lucy Liu como Joyce Newman

### Recurrente
- Bill Camp como Harry Zale
- Jerrika Hinton como Henrietta White
- Christian Clemenson como Stroock
- Evan Roe como Wally Croker
- Josh Pais como Herb Richman
- L. Warren Young como Gerald
- Anthony Heald como el juez Taylor
- Neal Reddy como D.A Jennings
- Atkins Estimond como Five-O

## Episodios
| N.º | Título                | Dirigido por    | Escrito por     | Fecha de emisión original |
| --- | --------------------- | --------------- | --------------- | ------------------------- |
| 1   | «Saddlebags»          | Regina King     | David E. Kelley | 2 de mayo de 2024         |
| 2   | «The Big Squash»      | Thomas Schlamme | David E. Kelley | 2 de mayo de 2024         |
| 3   | «The Takedown»        | Thomas Schlamme | David E. Kelley | 2 de mayo de 2024         |
| 4   | «Tick Tick»           | Thomas Schlamme | David E. Kelley | 2 de mayo de 2024         |
| 5   | «Push Comes to Shove» | Regina King     | David E. Kelley | 2 de mayo de 2024         |
| 6   | «Judgment Day»        | Regina King     | David E. Kelley | 2 de mayo de 2024         |

## Producción
El 4 de noviembre de 2021 se anunció que Netflix había encargado la serie creada por David E. Kelley y dirigida por Regina King. Los dos también son productores ejecutivos junto con Matthew Tinker. La serie está producida por las productoras Royal Ties Productions y David E. Kelley Productions.
A principios de mayo de 2022, Jeff Daniels fue elegido como protagonista. Diane Lane fue elegida como coprotagonista en julio de 2022. El rodaje comenzó el 8 de agosto de 2022 en Atlanta, Georgia, y finalizó el 10 de diciembre.